# Das zweite Leben des Dr. Gundlach
Das zweite Leben des Dr. Gundlach ist ein DFF-Fernsehfilm auf der Grundlage des Romans Die fünf Leben des Dr. Gundlach von Wolfgang Schreyer. Der Film spielt um 1980 im Salvadorianischen Bürgerkrieg. Die Erstausstrahlung erfolgte am 1. Januar 1985. 

## Handlung
El Salvador, Frühjahr 1980. Eine westdeutsche Firma baut im Auftrag der Regierungsjunta einen Staudamm. 
Als einer ihrer Baustellenleiter entführt wird, entsendet das Unternehmen Dr. Gundlach als Krisenmanager nach Mittelamerika. Gundlach war in den 1960er-Jahren politisch in der Studentenbewegung aktiv, hat sich nun aber dem kapitalistischen System der Bundesrepublik angepasst. 
Vor Ort in El Salvador ist die Situation unübersichtlich. Es ist unklar, ob es sich bei der Entführung lediglich um eine rein kriminelle Erpressung von Lösegeld handelt oder aber eine politische Aktion im Bürgerkrieg, in dem linke Guerillagruppen agieren. Gundlach gerät bald zwischen die Fronten, da seine Firma auch mit der CIA zusammenarbeitet und in El Salvador nicht nur wirtschaftliche, sondern auch politische Ziele verfolgt.  

## Kritik
… Gundlachs anfängliche Naivität gegenüber den politischen Zuständen in El Salvador war so wenig glaubhaft wie seine Lässigkeit im weiteren Verlauf der Handlung oder gar seine kühnen Entschlüsse am Ende. Filmische Attraktivität hätte dennoch von einer effektvollen Erzählweise ausgehen können. Die Inszenierung war aber allzu zurückhaltend, die Aktionsmomente entbehrten der Artistik. Kramer hat sich schon mehrfach als ein guter Regisseur bei der Darstellung subtiler zwischenmenschlicher Beziehungen erwiesen. Womöglich sind einfallsreich inszenierte Abenteuer – das läßt sein jüngster Film vermuten – seine Stärke nicht.
Hoff, Episodisches über die Wandlung eines Managers
Abenteuerlicher Fernsehfilm, der mit teils satirischen Mitteln ein kritisches Bild auf die angepasste 68er Generation der Bundesrepublik wirft.
www.filmdienst.de